# Nejvyšší hory Oregonu

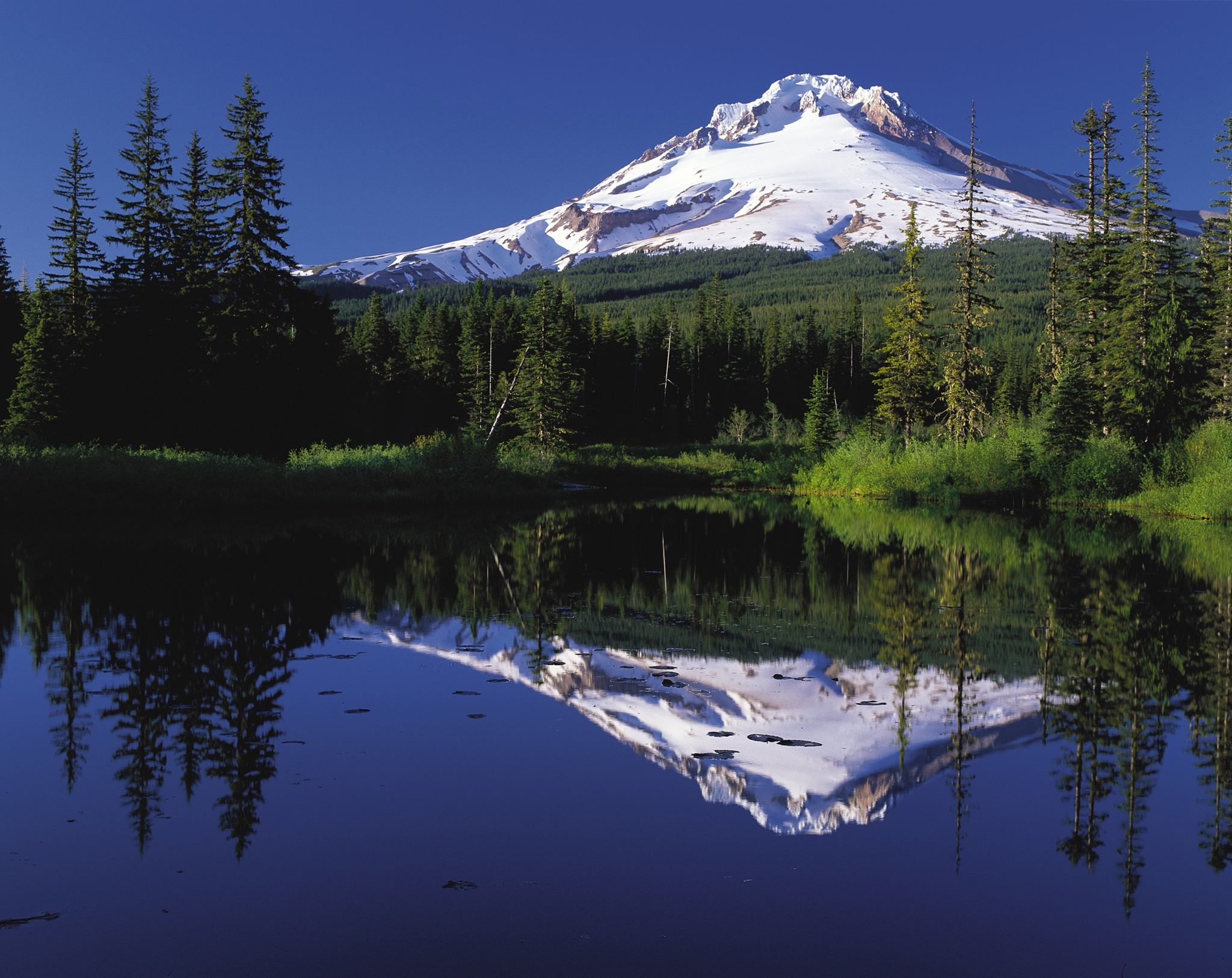
Mount Hood

Nejvyšší hory Oregonu. Hlavním horským pásmem Oregonu je Kaskádové pohoří. Leží ve středo-západní části státu a od severu k jihu prochází jeho celým územím. V Kaskádovém pohoří také leží nejvyšší hora Oregonu, stratovulkán Mount Hood (3 424 m). Podél pobřeží Tichého oceánu se rozkládá Oregonské pobřežní pásmo. Na severovýchodě leží pohoří Blue Mountains a Wallowa Mountains.
Na jihovýchodě se zvedá nad Harneyskou pánví pohoří Steens Mountain.
Šest hor v Oregonu dosahuje nadmořské výšky 3 000 a více metrů (s prominencí vyšší než 100 m). Pět nejvyšších hor státu leží v Kaskádovém pohoří. Většina nejvyšších hor Oregonu leží v pohoří Wallowa Mountains a v Kaskádovém pohoří.

## 10 nejvyšších hor Oregonu

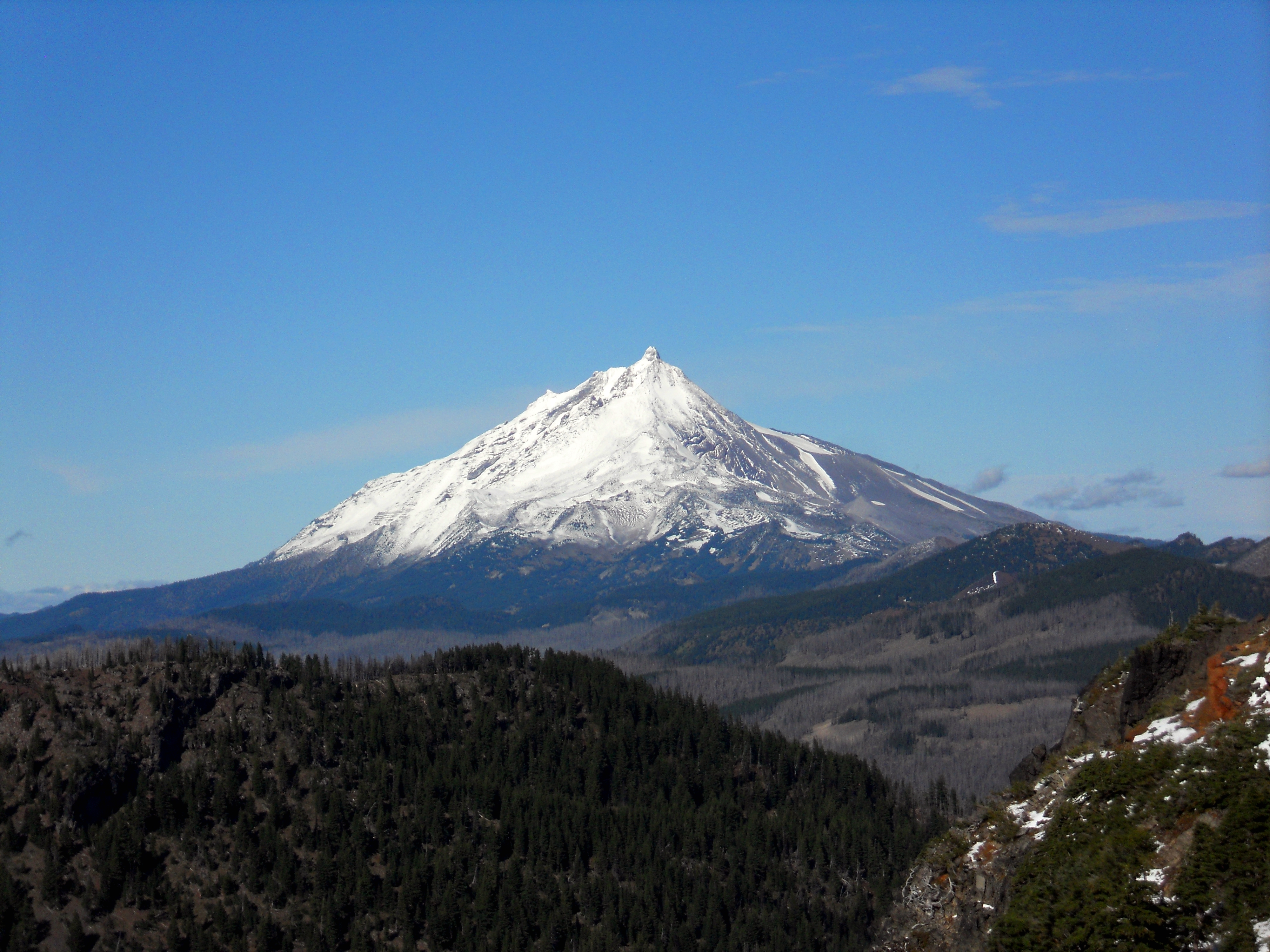
Mount Jefferson

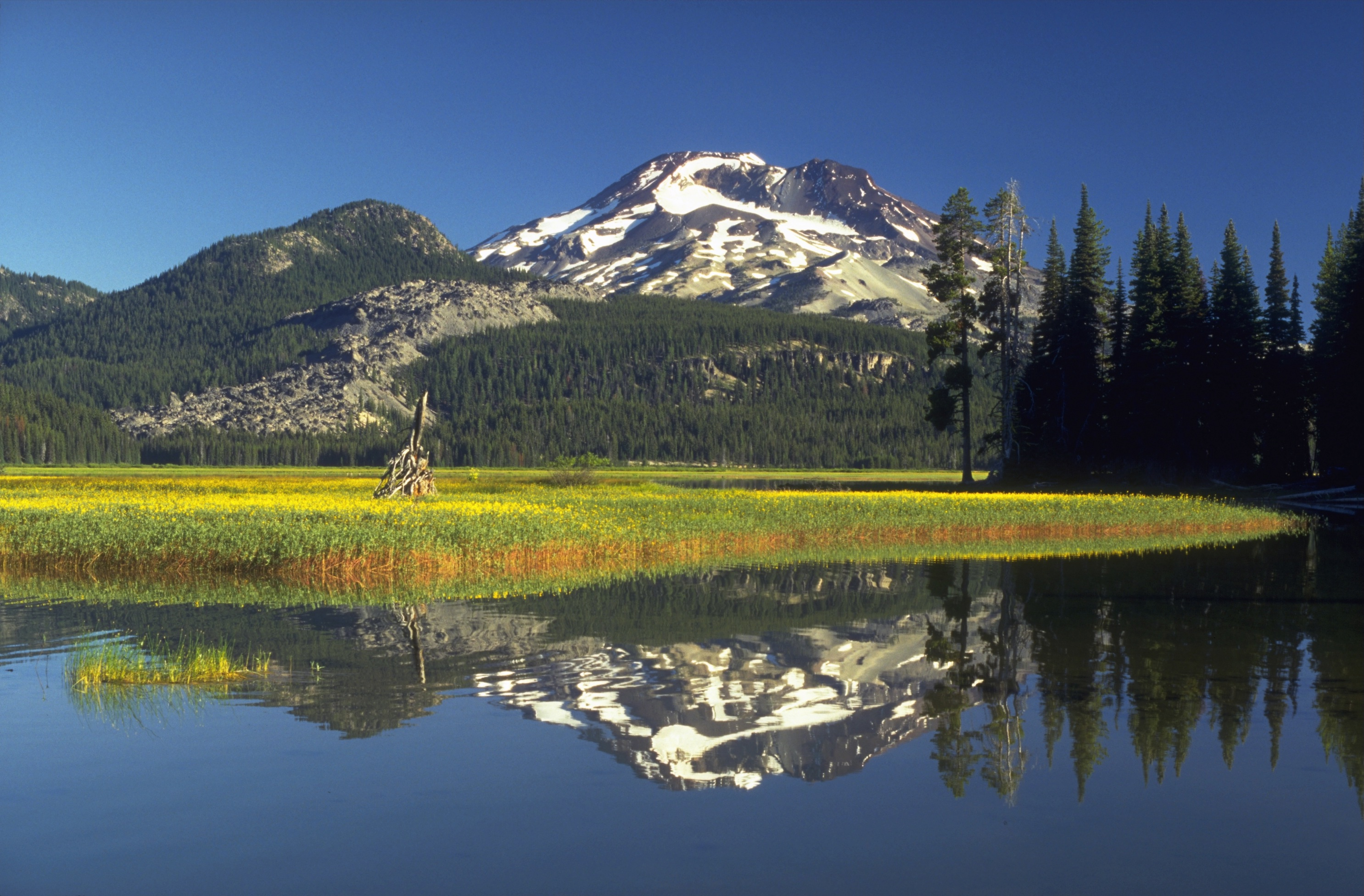
South Sister

Ve výčtu hor jsou zastoupeny pouze vrcholy s prominencí vyšší než 500 metrů.
|    | Vrchol           | Pohoří            | Výška (m) | Prominence (m) | Izolace (km) |
| -- | ---------------- | ----------------- | --------- | -------------- | ------------ |
| 1  | Mount Hood       | Kaskádové pohoří  | 3 426     | 2 349          | 92,2         |
| 2  | Mount Jefferson  | Kaskádové pohoří  | 3 201     | 1 767          | 77,5         |
| 3  | South Sister     | Kaskádové pohoří  | 3 159     | 1 705          | 63,4         |
| 4  | North Sister     | Kaskádové pohoří  | 3 075     | 837            | 7            |
| 5  | Sacajawea Peak   | Wallowa Mountains | 3 000     | 1 949          | 202          |
| 6  | Steens Mountain  | Steens Mountain   | 2 968     | 1 336          | 201          |
| 7  | Aneroid Mountain | Wallowa Mountains | 2 959     | 647            | 9,5          |
| 8  | Twin Peaks       | Wallowa Mountains | 2 950     | 610            | 7,8          |
| 9  | Red Mountain     | Wallowa Mountains | 2 914     | 610            | 11,9         |
| 10 | Mount McLoughlin | Kaskádové pohoří  | 2 895     | 1 364          | 111,8        |

## 5 vrcholů s nejvyšší prominencí

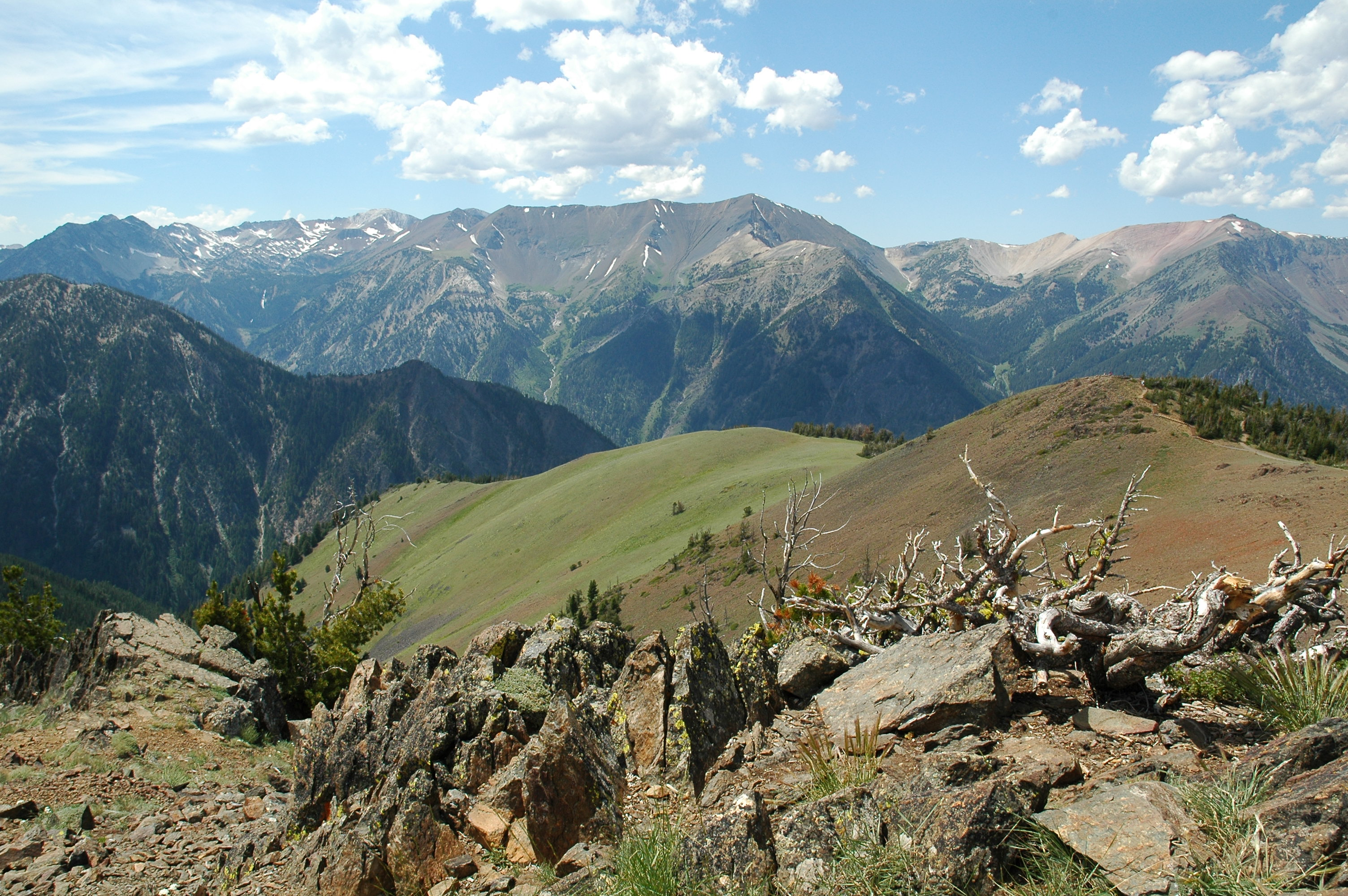
Wallowa Mountains

|   | Vrchol           | Pohoří            | Výška (m) | Prominence (m) | Izolace (km) |
| - | ---------------- | ----------------- | --------- | -------------- | ------------ |
| 1 | Mount Hood       | Kaskádové pohoří  | 3 426     | 2 349          | 92,2         |
| 2 | Sacajawea Peak   | Wallowa Mountains | 3 000     | 1 949          | 202          |
| 3 | Mount Jefferson  | Kaskádové pohoří  | 3 201     | 1 767          | 77,5         |
| 4 | South Sister     | Kaskádové pohoří  | 3 159     | 1 705          | 63,4         |
| 5 | Rock Creek Butte | Blue Mountains    | 2 777     | 1 364          | 69,9         |

## 10 nejvyšších hor Oregonu s prominencí vyšší než 100 metrů

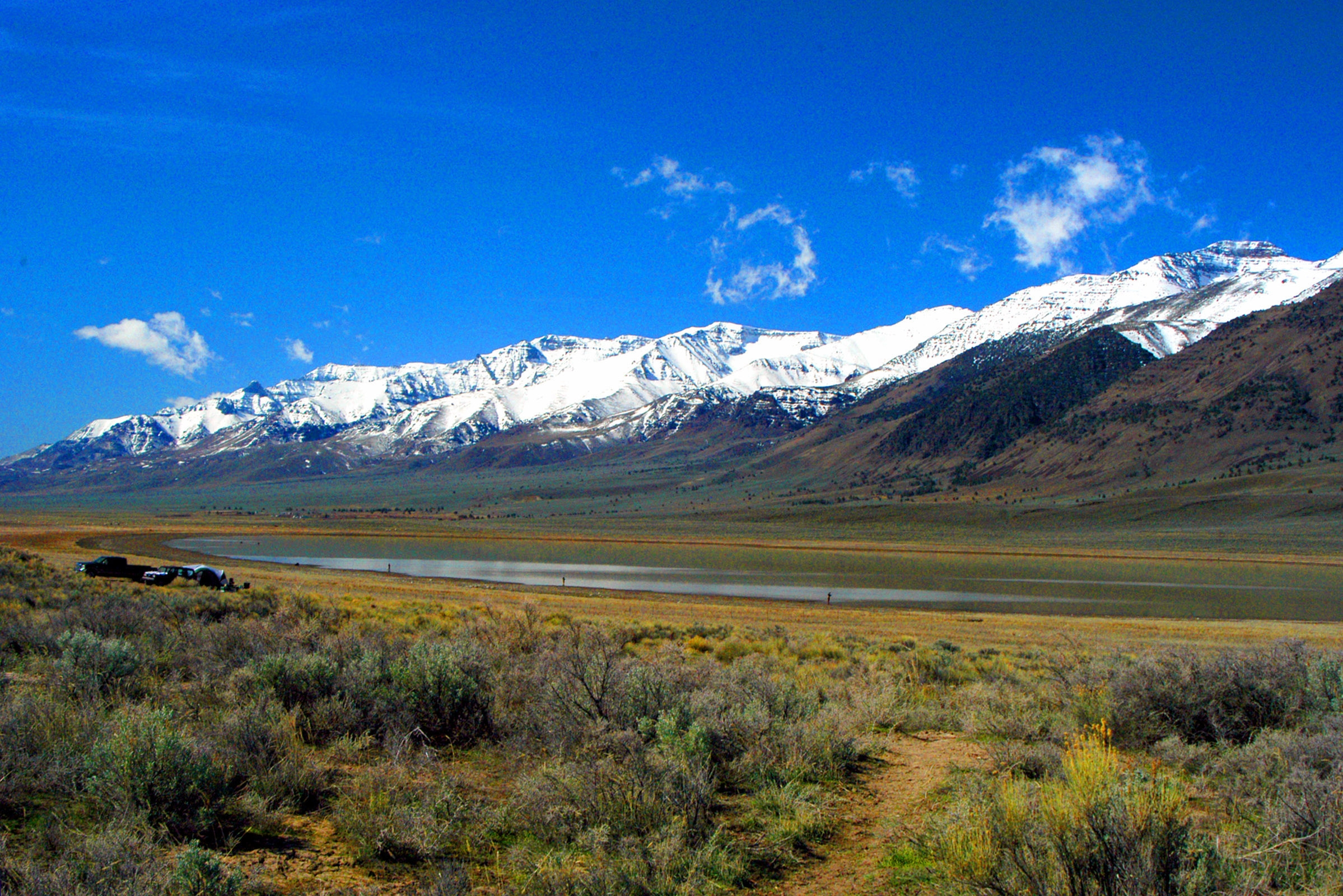
Steens Mountain

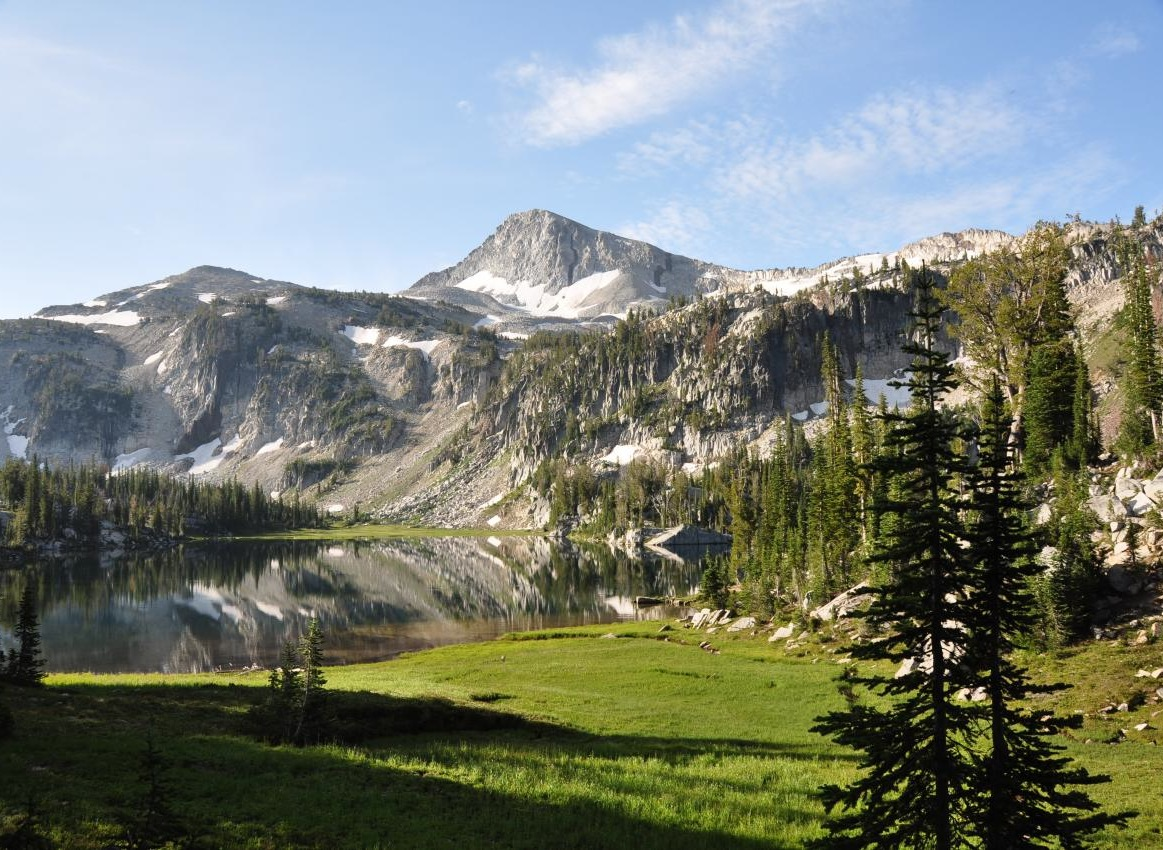
Eagle Cap, Wallowa Mountains

Ve výčtu hor jsou zastoupeny pouze vrcholy s prominencí vyšší než 100 metrů.
|    | Vrchol           | Pohoří            | Výška (m) | Prominence (m) | Izolace (km) |
| -- | ---------------- | ----------------- | --------- | -------------- | ------------ |
| 1  | Mount Hood       | Kaskádové pohoří  | 3 426     | 2 349          | 92,2         |
| 2  | Mount Jefferson  | Kaskádové pohoří  | 3 201     | 1 767          | 77,5         |
| 3  | South Sister     | Kaskádové pohoří  | 3 159     | 1 705          | 63,4         |
| 4  | North Sister     | Kaskádové pohoří  | 3 075     | 837            | 7            |
| 5  | Middle Sister    | Kaskádové pohoří  | 3 062     | 343            | 2,2          |
| 6  | Sacajawea Peak   | Wallowa Mountains | 3 000     | 1 949          | 202          |
| 7  | Hurwal Divide    | Wallowa Mountains | 2 980     | 261            | 2,7          |
| 8  | Steens Mountain  | Steens Mountain   | 2 968     | 1 336          | 201          |
| 9  | Aneroid Mountain | Wallowa Mountains | 2 959     | 647            | 9,5          |
| 10 | Petes Point      | Wallowa Mountains | 2 949     | 376            | 3,9          |